# St Mary and the Immaculate Conception (Fort William)

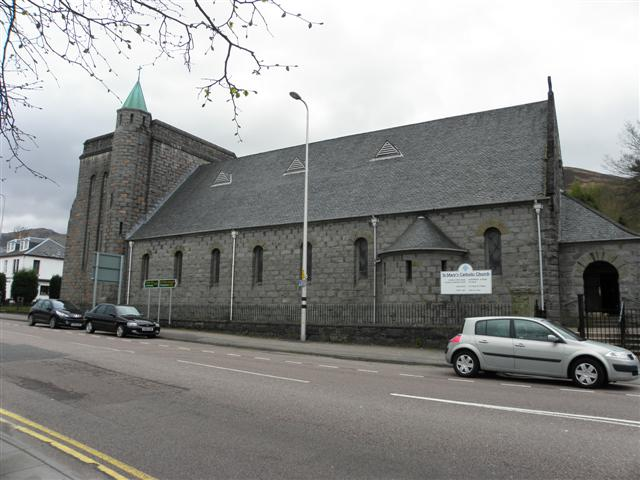
St Mary and the Immaculate Conception

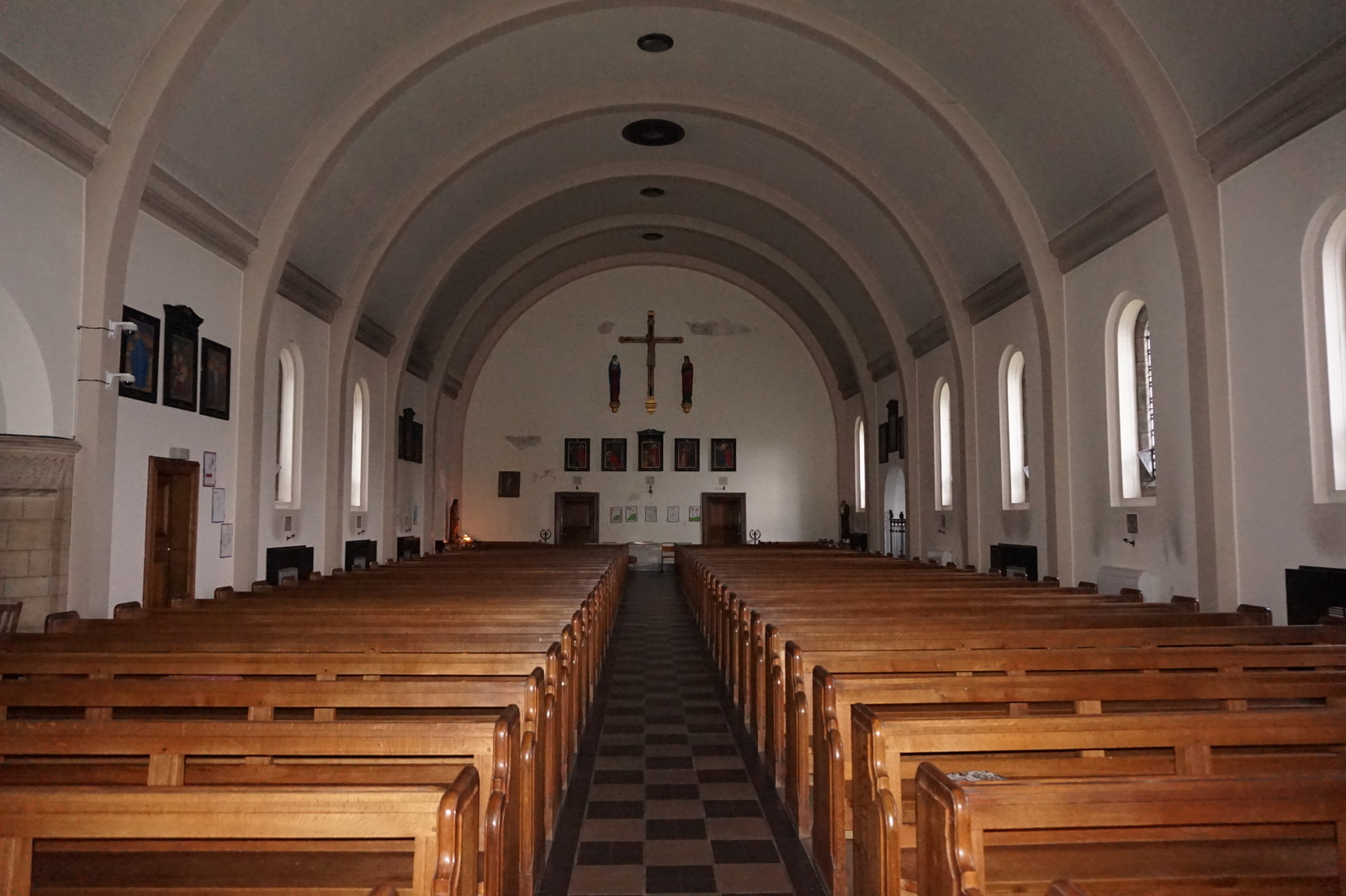
Blick in den nüchternen Innenraum

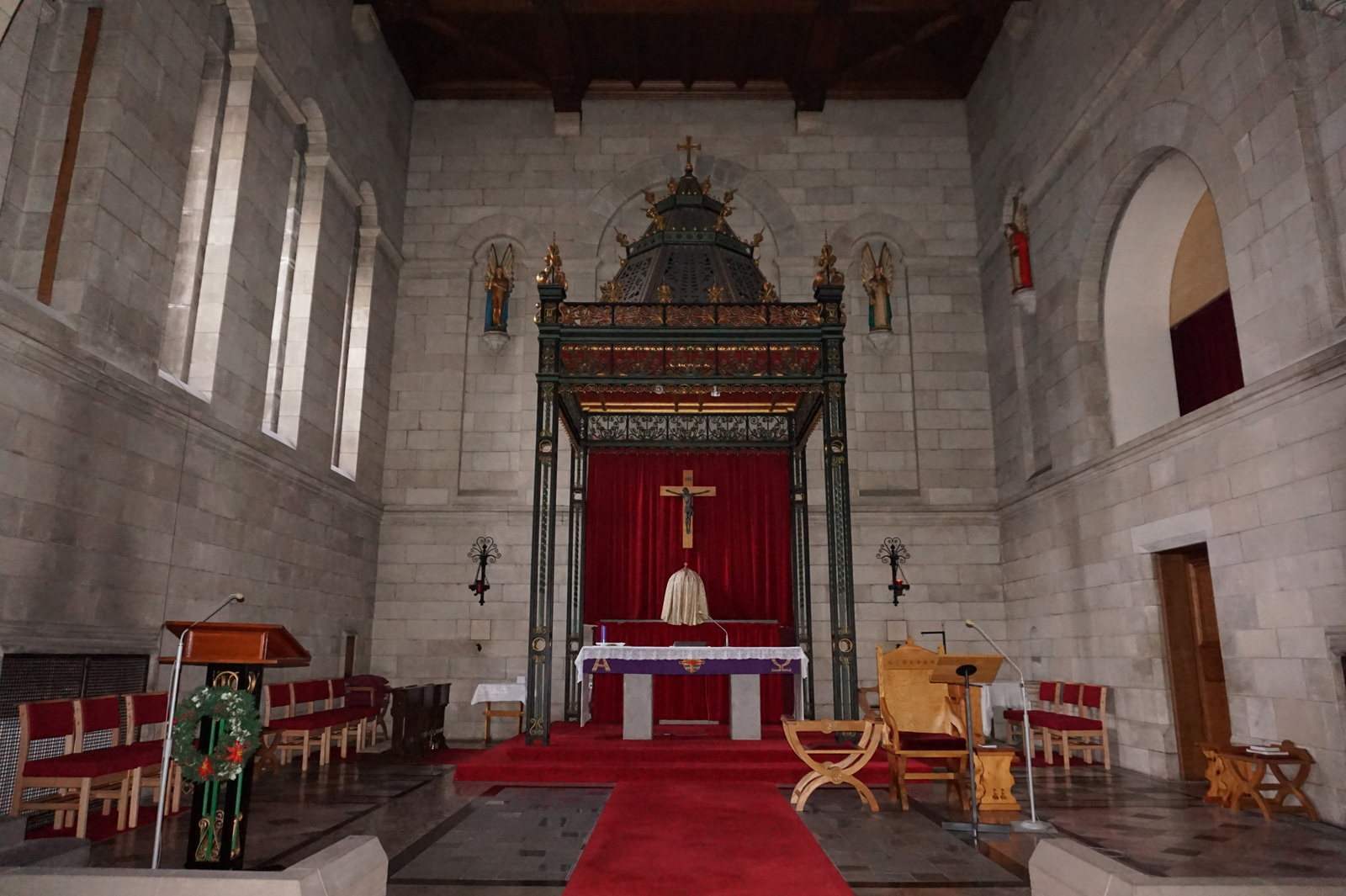
Altarraum

St Mary and the Immaculate Conception ist ein römisch-katholisches Kirchengebäude in der schottischen Ortschaft Fort William in der Council Area Highland. 1971 wurde das Bauwerk in die schottischen Denkmallisten in der höchsten Denkmalkategorie A aufgenommen.

## Geschichte
Das heutige Kirchengebäude wurde als Ersatz für eine ältere Kirche gleichen Namens errichtet. Mit der Planung wurde mit Reginald Fairlie ein national bedeutender Architekt des früheren 20. Jahrhunderts betraut, der insbesondere für seine Arbeiten für die schottische katholische Kirche bekannt war. Für die Gestaltung des opulenten Baldachins im Altarraum zeichnet Thomas Bogie verantwortlich. Die Kirchenorgel stammt von Sniffen & Stroud. Der Bau begann 1933 und wurde im folgenden Jahr abgeschlossen. Am 14. Oktober konsekrierte Donald Martin, Bischof von Argyll and the Isles, die Marienkirche.

## Beschreibung
St Mary and the Immaculate Conception steht an der Belford Road (A82) am Nordrand von Fort William. Die längliche Saalkirche ist in Ost-West-Richtung ausgerichtet. Der Kirchenkörper weist ein betont schlichtes Äußeres mit neoromanischen Details auf. Das Mauerwerk besteht aus grauen Granitquadern und ist entlang des Turms durch einzelne rötliche Quader aufgelockert, die weder nach einem wiederkehrenden Muster noch zufällig eingesetzt scheinen. Sämtliche Fenster der St Mary’s Church schließen mit Rundbögen und sind an der Südseite des Turms als hohe Schlitzfenster ausgeführt. Rechts tritt die Taufkapelle gerundet aus der Fassade heraus. Dem Westgiebel ist ein flacher Narthex vorgelagert. Der wuchtige Turm an der Ostseite weist einen quadratischen Grundriss auf. Straßenseitig tritt ein kleiner oktogonaler Turm mit polygonalem Dach heraus. Von der rückseitigen Nordfassade gehen verschiedene Flügel ab. Sämtliche Dächer sind mit Schiefer eingedeckt.